# Халед Мохи эд-Дин
Халед Мохи эд-Дин, Халед (Халид) Мохиэддин (араб. خالد محيي الدين‎, англ. Khalid Muhyi al-Din, Khaled Mohieddin, 17 августа 1922, Кафр аш-Шукр, Мит-Гамр, Королевство Египет — 6 мая 2018) — египетский политический, военный и общественный деятель, один из лидеров организации «Свободные офицеры» и Июльской революции 1952 года, член Совета революционного командования Египта в 1952—1954 годах. Основатель и председатель Национально-прогрессивной (левой) партии Египта. После смерти Закарии Мохи эд-Дина в 2012 году был последним из живых членов Совета революционного командования Египта.

## Биография
Родился 17 августа 1922 года в округе Кафр аш-Шукр, близ города Мит-Гамр провинции Дакахлия в состоятельной семье, имевшей обширное земельное владение в дельте Нила. Двоюродный брат Закарии Мохи эд-Дина. Приходится дядей министру инвестиций Арабской Республики Египет Махмуду Мохи эд-Дину, близкому к сыну бывшего президента Мубарака Гамалю Мубараку.

### Военная карьера
После окончания средней школы в 1938 году, Мохи эд-Дин, как и многие другие патриотически настроенные выходцы из средних слоёв, решил посвятить себя военной службе и поступил в Военную академию, которую закончил в 1940 году. В Военной академии Мохи эд-Дин подружился в Лютфи Вакедом, в будущем «Свободным офицером» и ближайшим сотрудником президента Гамаля Абдель Насера, но их отношения прекратились после того, как Вакеда распредели в одну из пограничных частей. (Через несколько десятилетий Лютфи Вакед стал заместителем Мохи эд-Дина в Национально-прогрессивной партии) Мохи эд-Дин был направлен на службу в бронетанковые части, входившие тогда в состав египетской кавалерии.
Когда в начале Второй мировой войны контролировавшие Египет англичане конфисковали танки египетской армии для использования их в военных действиях в Ливии, а в 1942 году заставили короля Фарука сменить премьер-министра, Халед Мохи эд-Дин был возмущён этим неуважением к национальному суверенитету и занял резкую антианглийскую позицию.

### Между национализмом, исламизмом и марксизмом
В те годы Мохи эд-Дин сблизился со своим сослуживцем Хасаном Иззатом, который одно время сидел в тюрьме вместе с Анваром Садатом за прогерманскую деятельность, и впоследствии считал его своим «первым учителем в вопросах национализма». Он так же поддерживал связи с офицером Османом Фаузи, придерживавшегося левых взглядов и снабжавшего его марксистской литературой, и с Махмудом Лабибом, который был известен в армии как активист ассоциации «Братья-мусульмане». В 1944 году Мохи эд-Дин примкнул к группе офицеров, затем составивших организацию «Свободные офицеры». При этом он установил тесные связи с марксистской организацией Демократическое движение за национальное освобождение — ХАДЕТУ и её армейской секцией. Участник тех событий Ахмед Хамруш утверждает, что Мохи эд- Дин был членом ХАДЕТУ, однако сам Мохи эд-Дин это отрицал. В июле 2002 года в своём четырёхчасовом интервью Халеду Дауду для газеты «Аль-Ахрам» Халед Мохи эд-Дин заявлял, что никогда не был членом какой-либо коммунистической партии, был, прежде всего, верен египетской революции, но при этом высоко ценил свои хорошие отношения с коммунистами.

### Мохи эд-Дин и Насер
В том же 1944 году другой офицер, член ассоциации «Братья-мусульмане» Абдель Монейм Рауф познакомил Мохи эд-Дина с капитаном Гамалем Абдель Насером. Между ними сразу установились тесные дружеские отношения, Мохи эд-Дин стал часто бывать в доме Насера, снабжал его политической и экономической литературой марксистского характера, рассказывал об СССР и Октябрьской революции. Он познакомил Насера с марксистом Рашидом аль-Баррави, сделавшим первый перевод «Капитала» Карла Маркса на арабский язык и с левым экономистом Ахмедом Фуадом. Насер не разделял марксистских взглядов Мохи эд-Дина, отрицая роль пролетариата в крестьянском Египта и не желая отступаться от веры в Аллаха, но дружеские отношения между ними были такими крепкими, что в 1948 году Насер назвал своего первого сына Халедом в честь друга.
Ахмед Хамруш писал, что ХАДЕТУ использовала организацию «Свободные офицеры» как первую ступень для принятия военных в свои ряды, что впоследствии дало журналисту Ахмеду Абульфатху повод утверждать, что марксистская агитация Мохи эд-Дина увенчалась успехом и что Гамаль Абдель Насер состоял в ХАДЕТУ под партийной кличкой «Морис». Однако египетские марксисты, в том числе и Хамруш, отрицали этот факт.
Склонность к марксизму не помешала Мохи эд-Дину вместе с другими лидерами будущих «Свободных офицеров» примыкать к радикальным исламистам или увлекаться мистикой. В 1946 году через Махмуда Лабиба Мохи эд-Дин и Насер добились встречи с лидером «Братства» шейхом Хасаном аль-Банной. В начале 1947 года Насер, Халед Мохи эд-Дин и Камаль эд-Дин Хусейн дали клятву на Коране и револьвере и были приняты в тайный аппарат организации. Кроме того, Сарват Окраши, будущий министр культуры, утверждал, что он вместе с Насером, Амером и Халедом Мохи эд-Дином участвовал в еженедельных спиритических сеансах под руководством шейха Абдель Рахима аль-Кенави.
В том же году Мохи эд-Дин решил отказаться от военной карьеры и поступил на коммерческий факультет каирского Университета Фуада — он пришёл к выводу, что после появления атомного оружия обычные армии потеряют своё значение. Однако Арабо-израильская война (1947—1949) разрушила эти планы Мохи эд-Дина. После окончания военных действий он встретился с Насером и они пришли к выводу, что надо что-то предпринять для исправления ситуации в Египте.

### Свободные офицеры
Летом 1949 года в доме Насера собрались офицеры, составившие ядро тайной организации, получившей тогда же название «Свободные офицеры», а Мохи эд-Дин стал одним из его первых десяти членов.
В конце 1949 года капитан Халед Мохи эд-Дин стал одним из пяти членов Учредительного комитета организации «Свободные офицеры».
Участвуя в деятельности организации и продолжая служить в армии уже в качестве офицера разведки бронекавалерийских войск, Мохи эд-Дин не бросал учёбу. В 1950 году он окончил штабной колледж, где преподавал Насер, а в 1951 году окончил коммерческий факультет Университета Фуада, получив степень бакалавра коммерции.
В начале 1950 года Мохи эд-Дин вместе с Насером написал первую листовку «Свободных офицеров», а после Каирского пожара 1952 года, используя аппарат ХАДЕТУ, фактически руководил выпуском листовок. Тексты листовок писали сам Мохи эд-Дин и марксисты Ахмед Фуад и Ахмед Хамруш, и только Насер был единственным их автором, не признававшим марксизм. Халед Мохи эд-Дин и Ахмед Фуад составили и шесть программных принципов организации, одобренных Насером и распространённых в виде одной из листовок. При этом в марте 1952 года Насер, после контактов с офицером ближневосточного отделения Центрального разведывательного управления США Кермитом Рузвельтом потребовал от Мохи эд-Дина не упоминать в листовках «англо-американский империализм», а ограничится критикой «британского империализма». В 1952 году, когда руководство организации было разделено на руководящие комитеты в Каире, столице страны, и в Эль-Арише, где были сконцентрированы основные силы армии, Халед Мохи эд-Дин стал одним из шести членов Каирского комитета.

### Революция
22 июля 1952 года на квартире Халеда Мохи эд-Дина состоялось последнее совещание перед переворотом, ставшим началом Египетской революции. Мохи эд-Дин отвечал за захват стратегического района Аббасия — Гелиополис, где находились армейские казармы. После этого Халед Мохи эд-Дин встретился с членами ХАДЕТУ Ахмедом Фуадом и Ахмедом Хамрушем и было принято решение, что марксисты поддержат переворот. Затем Ахмед Хамруш поставил в известность о готовящемся выступлении генерального секретаря ХАДЕТУ Сейида Сулеймана Рифаи.
В Кавалерийском управлении армии, ведавшем бронетанковыми частями, за операцию кроме майора Халеда Мохи эд-Дина отвечали также подполковники Хусейн аль-Шафеи и Сарват Окраша, которые руководили действиями бронетанковых подразделений в районе аэродрома Эль-Мазы и в Аббасии. Бронетанковый батальон Халеда Мохи эд-Дина должен был занять позицию у въезда в Гелиополис близ кинотеатра «Рокси».

Мохи эд-Дин так вспоминал события той ночи: 
«В ту памятную ночь я должен был поднять мотомеханизированный батальон и захватить важные объекты в районе Аббасия — Гелиополис. Солдаты знали меня, и потому не стоило большого труда уговорить их действовать. Я сказал им: „Солдаты, наша родина и трудном положении. В эти критические минуты Совет руководства революцией поручает нам выполнить свой долг“

Этого оказалось достаточно, чтобы батальон дружно выступил под командованием своего офицера. Однако, в казарме появился офицер, который мог испортить всё дело. Пришлось арестовать его. Жребий был брошен. Я приказал солдатам занять указанные Насером объекты, мы захватили их почти без сопротивления». 
Насер и Мохи эд-Дин вместе составляли текст первого обращения к нации, которое Анвар Садат зачитал по радио утром 23 июля. 26 июля 1952 года Халед Мохи эд-Дин в числе других «свободных офицеров» во главе с генералом Мухаммедом Нагибом участвовал в Александрии в церемонии проводов в эмиграцию короля Фарука. Мохи эд-Дин вспоминал, что король уверял лидеров революции, что сам намеревался провести преобразования, ради которых они свергли его режим.

### Член Совета революционного командования
После прихода «Свободных офицеров» к власти майор Халед Мохи эд-Дин стал членом Совета руководства революцией.
На одном из первых заседаний СРР Мохи эд-Дин внёс предложения о привлечении экспертов для разработки планов политических и экономических преобразований. Насер поддержал его и список экспертов было поручено составить экономисту Ахмеду Фуаду, придерживавшемуся марксистских взглядов. К разработке проектов реформ, в том числе и аграрной, были также привлечены марксисты Рашид аль-Баррави и Абдель Разик аль-Саннури.

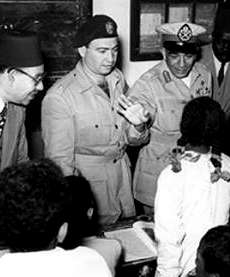
Президент Мухаммед Нагиб и член СРК Халед Мохи эд-Дин во время посещения средней школы. 1954 год.

Когда 15 января 1953 года Насер вступил в открытый конфликт с египетскими коммунистами и начал аресты членов ХАДЕТУ, Халед Мохи эд-Дин сохранил свои позиции в Совете руководства революцией, в отличие от другого члена Совета — марксиста Юсефа Седдыка, который принципиально подал в отставку и был отправлен в эмиграцию. Но, пользуясь поддержкой Насера, Мохи эд-Дин выступал против смертной казни для арестованных после событий 15 января, независимо от того, придерживались они левых, или правых взглядов. Благодаря его позиции не была применена смертная казнь к артиллерийским офицерам, арестованным по обвинению в реакционном заговоре. Он также резко возражал против смертного приговора рабочим Мустафе Хамису и Мухаммеда эль-Бакари, обвинённым в организации забастовки и волнений в Кафр-эд-Давваре в августе 1953 года. Но когда член СРК и куратор министерства социальных дел подполковник Абдель Монейм Амин внёс проект рабочего законодательства, отменявший право на забастовки и разрешавший увольнения рабочих, Халед Мохи эд-Дин вступил в конфликт с большинством членов Совета. Протестуя против этого проекта, он подал в отставку и заявил о выходе из СРК. Насеру и Амеру с трудом удалось уговорить его взять заявление обратно в обмен на новое обсуждение закона Советом революционного командования. Но Совет, рассчитывая с помощью этого закона облегчить привлечение иностранного капитала, внёс лишь одну поправку, запрещавшую увольнение за профсоюзную деятельность. Вскоре после этого на Мохи эд-Дина поступил донос о том, что он ведёт в бронетанковых частях агитацию против нового режима, и СРК исключил его из своего состава. Но начальник штаба кавалерии подполковник Сарват Окраша, вместе с Мохи эд-Дином руководивший операциями 23 июля 1952 года, заявил, что не ручается за действия бронекавалерийских войск после отставки Мохи эд-Дина, и решение о его исключении было аннулировано.

### Февраль 1954 года. В шаге от кресла премьер-министра
25 февраля 1954 года Совет революционного командования сместил президента Египта генерала Нагиба со всех постов и поместил его под домашний арест. В пятницу 26 февраля офицеры кавалерийских войск потребовали немедленного возвращения Нагиба на его посты и «восстановления демократии». Попытка Насера, ставшего премьер-министром, уговорить их принять политические изменения, не привела к успеху, и он уехал из кавалерийских казарм на совещание Совета революционного командования убеждённым в неизбежности военного переворота, который вот-вот совершат кавалерийские и бронетанковые части.
Тем временем Халед Мохи эд-Дин проводил пятницу как традиционный для мусульман выходной и не подозревал о выступлении своих сослуживцев. «В здании Совета революционного командования Халед Мохи эд-Дин прибыл после того, как, возвратившись домой из кинотеатра поздно вечером, узнал, что его вызывают в СРК. Члены СРК сидели с хмурыми лицами, и в них он прочёл неприязнь. О том, что происходило в кавалерийских казармах, он не подозревал» — писал Ахмед Хамруш. Но Насер предложил вернуть Нагиба и назначить Мохи эд-Дина премьер-министром, чтобы тот принял срочные меры по восстановлению конституционной жизни в Египте. Мохи эд-Дин стал протестовать против ухода в отставку других членов СРК, но Насер не изменил решения. Абдель Хаким Амер согласился остаться на посту главнокомандующего, а Камаль ад-Дин Хусейн настоятельно просил Мохи эд-Дина «не превращать страну в коммунистическую», после чего Совет одобрил предложения Насера.
Состоявшее из пяти пунктов решение Совета революционного командования едва не изменило историю Египта. Генерал Нагиб возвращался на пост президента страны, которая становилась парламентской республикой, Халед Мохи эд-Дин назначался премьер-министром, который формировал переходное правительство на срок в 6 месяцев и проводил выборы в Учредительное собрание, СРК распускался, а его члены возвращались в свои воинские части. На рассвете 27 февраля Насер и Мохи эд-Дин привезли декрет СРК в кавалерийские казармы, где решения были встречены с нескрываемым восторгом. Затем Халед Мохи эд-Дин вместе с майором Шамсом Бадраном направился домой к Мухаммеду Нагибу и сообщил ему о возвращении на посты.
Однако так называемый «второй эшелон» «Свободных офицеров» не поддержал решения о возвращении армии в казармы. Начальник военной полиции подполковник Ахмед Анвар, имевшие влияние в военно-воздушных силах подполковники Вагих Абаза и Али Сабри, капитаны Камаль Рифаат (ставший впоследствии вице-президентом ОАР), Хасан ат-Тухами и другие подняли свои части и взяли под контроль ситуацию в Каире. Вооружённые офицеры заполнили штаб-квартиру СРК, двое из них попытались напасть на Мохи эд-Дина, когда тот вернулся от Нагиба, но его защитили Амер и Гамаль Салем. Напротив кавалерийских казарм, уже блокированных мотомеханизированным батальоном, установили противотанковые орудия, туда же была направлена поднятая Али Сабри авиация. Капитан Камаль Рифаат по своей инициативе арестовал президента Нагиба и демонстративно доложил об этом Амеру. Было ясно, что вчерашнее решение Насера невыполнимо.

### В шаге от тюрьмы. Мартовский компромисс
В полдень 27 февраля 1954 года члены распущенного СРК собрались на совещание. На нём Салах Салем, Гамаль Салем, Хасан Ибрагим, Камаль ад-Дин Хусейн и Анвар Садат в один голос предложили вывести Халеда Мохи эд-Дина из состава Совета и арестовать его. Затем кто-то предложил сослать его в Мерса-Матрух, Абдель Хаким Амер предложил высылку за пределы Египта. Только Абдель Латиф аль-Богдади заступился за Мохи эд-Дина, заявив: «Халед не скрывал от нас своих взглядов. О том, что его взгляды отличны от наших, нам было известно. К тому же он подавал в отставку, а мы ему в этом отказали». В дискуссию вмешался Насер, который прервал обсуждение вопроса утверждением, что дело не в Халеде Мохи эд-Дине, а в Нагибе. Вечером того же дня Нагиб был возвращён на пост президента, а Мохи эд-Дин остался членом СРК, но по совету своего двоюродного брата Закарии Мохи эд-Дина до 5 марта не появлялся в Каире.
25 марта 1954 года на заседании СРК Халед Мохи эд-Дин выступил в защиту решений от 5 марта о созыве Учредительного собрания и потребовал ввести новую структуру демократии. После этого он сопровождал президента Нагиба и короля Саудовской Аравии Сауда в их поездке в Александрию. Там, опасаясь за свою безопасность, он задержался на несколько дней.
1 апреля Насер связался с Мохи эд-Дином, после чего тот вернулся в Каир и подал в отставку, которую Насер немедленно принял. (Другой источник утверждает, что Мохи эд-Дин покинул состав СРК 9 марта 1954 года).

### Дорога в изгнание
Дальнейшую судьбу Халеда Мохи эд-Дина решал Совет революционного командования. Все его члены, включая самого Мохи эд-Дина согласились с тем, что тот должен на некоторое время покинуть страну. При этом этот отъезд был представлен не как изгнание и опала, а как новое важное назначение, имевшее целью направление представителя СРК в Европу для решения торгово-экономических вопросов. Близкие к Насеру источники отмечали, что недавние друзья относительно спокойно пережили разрыв, хотя и горько о нём сожалели. Халед Мохи эд-Дин был направлен послом в Швейцарию, где в 1955 году ушёл в отставку из армии в звании полковника. Насер разрешил дочери Мохи эд-Дина выезжать за рубеж, а затем, когда положение обострилось, попросил его некоторое время оставаться в Европе.

### Возвращение
В мае 1955 года Мохи эд-Дин направил Насеру письмо с просьбой о возвращении, однако разрешения не последовало. Ситуация изменилась летом 1955 года, когда поездка в Каир председателя комиссии по иностранным делам Совета Национальностей Верховного Совета СССР Дмитрия Шепилова положила начало быстрому сближению Египта с СССР. Некоторое смещение режима влево и личное отношение Насера к Мохи эд-Дину совпали и в ноябре того же года Гамаль Абдель Насер через специально посланного в Женеву человека сообщил Халеду Мохи эд-Дину, что тот может вернуться в Египет. 4 декабря 1955 года Мохи эд-Дин вернулся на родину.

### Общественный деятель и журналист
После возвращения в Каир, в 1955—1956 годах, в самом начале развития тесного советско-египетского сотрудничества, Халед Мохи эд-Дин вошёл в круг лиц, поддерживавших тесные неофициальные контакты с советскими представителями в Каире. Работавший в те годы в Египте офицер КГБ СССР Вадим Алексеевич Кирпиченко писал в своих мемуарах:
 «С первых же дней мы с необыкновенной жадностью стали заводить знакомства
среди египтян, сознавая, что страну можно понять лишь через людей. Со многими
из этих первых знакомых мы поддерживали дружеские отношения
долгие годы и в Каире, и в Москве. В основном это были литераторы, журналисты,
политические и общественные деятели, люди симпатичные, без всяких религиозных и
национальных предрассудков, большие патриоты Египта, сторонники
египетско-советской дружбы. Это — „красный майор“ Халед Мохи ад-Дин — бывший
член Высшего революционного командования Египта и многолетний руководитель
египетского Комитета сторонников мира Лутфи аль-Холи — писатель и журналист;
Ахмед Баха ад-Дин — один из ведущих журналистов, руководитель крупнейших
египетских органов печати; Махмуд Амин аль-Алим — литературный критик и
общественный деятель; Инжи Рушди — журналистка; Юсуф Идрис — тогда начинающий, а впоследствии крупнейший в арабском мире писатель»
.
В 1956 году он занял пост главного редактора газеты «Аль-Маса», первой вечерней газеты, ставшей выходить после революции. В 1957 году Мохи эд-Дин также вошёл в состав Центрального комитета правящей партии Национальный союз и был избран в Национальное собрание от родного округа Кафр аш-Шукр. Насер назначил его одним из четырёх организаторов I Конференции Организации солидарности народов Азии и Африки (ОСНАА), а в 1958 году Мохи эд-Дин возглавил в качестве генерального секретаря египетский Национальный совет мира и стал членом Всемирного совета мира (ВСМ). В том же году он Мохи эд-Дин возглавил национальный комитет «За запрещение испытаний и применение атомного оружия»
Но сотрудничество с режимом Насера на этот раз тоже оказалось недолгим. Когда в 1959 году группа египетских коммунистов предстала перед судом по обвинению в шпионаже, один из адвокатов попросил 13 армейских офицеров выступить свидетелями на стороне защиты. Из них явились в суд только Халед Мохи эд-Дин и его бывший сокурсник Ахмед Лютфи Вакед. 9 марта 1959 года сторонники Насера попытались свергнуть иракского президента генерал Абделя Керима Касема и присоединить Ирак к Объединённой Арабской Республике, но потерпели неудачу. Так как иракские коммунисты активно выступили на стороне Касема, Насер вновь был убеждён во враждебности коммунистического движения и левых сил вообще. 13 марта президент уволил Мохи эд-Дина и 12 других редакторов «Аль-Масы». Вскоре Халед Мохи эд-Дин был отправлен в тюрьму и пробыл в заключении до конца 1960 года.
Почти четыре года Мохиэддин находился в опале, оставаясь генеральным секретарём Национального совета сторонников мира, а затем одновременно и председателем Комитета за превращение Средиземноморья в зону, свободную от ядерного оружия. В 1962 году он возглавлял комитет ОАР по разоружению. Новый подъём наступил в 1964 году, на очередной волне советско-египетского сотрудничества, когда он возглавил издательство «Ахбар аль-Яум», вновь был избран депутатом Национального собрания и первым председателем комитета Национального собрания по проблемам нубийских беженцев. В том же году Мохи эд-Дин стал членом Президиума Всемирного совета мира. В апреле 1965 года Насер назначил его секретарём пресс-комитета Арабского социалистического союза, председателем правления журнала «Ахер саа» и руководителем Высшего совета печати ОАР. (В ноябре 1965 года Мохи эд-Дин уступил пост главы издательства «Ахбар аль-Яум» Мухаммеду Хасанейну Хейкалу). Некоторое время он также возглавлял комитет по строительству высотной Асуанской плотины, в 1968 году стал членом Центрального комитета Арабского социалистического союза. В 1965 году, когда Египетская коммунистическая партия самораспустилась и частью присоединилась к АСС, Мохи эд-Дин пытался организовать встречу Насера с последним генеральным секретарём ЕКП Фуадом Мурси, но президент отказал, сославшись на то, что не сможет в будущем того арестовать, если будет с ним лично знаком.
В 1969 году Мохи эд-Дин в третий раз был избран депутатом Национального собрания. В 1970 году в СССР Халеду Мохи эд-Дину была присуждена Международная Ленинская премия «За укрепление мира между народами» за 1968—1969 года.

### Мохи эд-Дин и президент Садат
После смерти Насера к власти в Египте пришёл Анвар Садат, с которым у Мохи эд-Дина сложились ещё более непростые отношения. Уже в мае 1971 года, во время так называемой «Майской исправительной революции», приведшей к падению группировки Али Сабри, Халед Мохи эд-Дин вновь оказался в тюрьме, где провёл два месяца. Он был выведен из состава ЦК Арабского социалистического союза, но всё же сохранил своё влияние в этой организации.
4 марта 1976 года Анвар Садат санкционировал образование внутри Арабского социалистического союза трёх политических «трибун» или «платформ», одну из которых — Национально-прогрессивную организацию юнионистского блока — возглавил Халед Мохи эд-Дин. Уже 10 апреля 1976 года на её базе Халед Мохи эд-Дин основал Национально-прогрессивную (левую) партию Египта (Тагамму), которая на выборах в Народное собрание в октябре — ноябре 1976 года получила 2 места. Мохи эд-Дин вновь стал депутатом парламента, где развернул резкую критику политики Садата. Он и его партия осуждали отход от курса Насера, разрыв с СССР, Кемп-Девидские соглашения с Израилем, политику открытых дверей («Инфитах»), отказ от экономического планирования и многое другое. Президент Анвар Садат со своей стороны обвинял НПП в предательстве и называл её членов агентами СССР. Мохи эд-Дин отвечал судебными исками против журналистов, повторявших обвинения Садата, и выигрывал некоторые из них, в частности против Муссы Сабри. В 1978 году Мохи эд-Дин основал газету «Аль-Ахали» («Соотечественники»), ставшую печатным органом его партии, и сам стал её редактором. Власти подозревали его в подстрекательстве к хлебным бунтам января 1977 года, в 1979 году Мохи эд-Дин был обвинён в антигосударственной деятельности, но это опять не имело серьёзных последствий. Даже в 1981 году, когда Анвар Садат изолировал всех лидеров оппозиции, он пощадил Мохи эд-Дина как бывшего члена СРК.
В 2002 году Халед Мохи эд-Дин говорил, что, по его мнению, Садат, при всех его грехах, сделал «три важных вещи» — войной 1973 года создал ощущение реванша за войну 1967 года, восстановил многопартийную систему, пусть и «карманную», и достиг мира с Израилем.

### Партийный лидер и парламентарий
При новом президенте Хосни Мубараке противостояние Мохи эд-Дина с властью ослабло, но ослабло и влияние его партии. Только в 1990 году, после трёх поражений, Халед Мохи эд-Дин вновь выиграл место в парламенте. В декабре 1995 года Мохи эд-Дин вновь был избран в парламент от родного округа, победив независимого Ахмеда Сейифа и вафдиста Мухаммеда Сархана, сына кандидата, побежденного им в 1964 году.
В январе 2004 года, в возрасте 81 года, Халед Мохи эд-Дин официально покинул должность председателя Национально-прогрессивной партии, уступив её Рифаату эль-Саиду, и возглавил Консультативный совет партии.
В начале мая 2005 года партия официально выдвинула кандидатуру Мохи эд-Дина на пост президента Египта при условии проведения честных выборов. Когда в мае 2005 года парламент принял закон, по которому кандидаты в президенты должны были получать одобрение правящей партии, Халед Мохи эд-Дин снял свою кандидатуру. А в октябре того же года его племянник, министр инвестиций Египта Махмуд Мохи эд-Дин снял свою кандидатуру на парламентских выборах, чтобы не мешать дяде быть избранным от родного Кафр аш-Шукра. Мохи эд-Дин победил, получив 13 500 голосов, но среди кандидатов от своей партии уступил новичку Теймуру Абдель-Гани, который в своём округе собрал 25 500 голосов.

## Международные награды и премии
- За активную деятельность в защиту мира в 1965 году Халед Мохи эд-Дин был награждён Золотой медалью Мира им. Ф. Жолио-Кюри.
- Международная Ленинская премия «За укрепление мира между народами» (1970 год) [16].

## Сочинения
- «Движение за мир. Цели, методы» (Харака фи-с-салям. Ахдаф, тараик. Каир. 1969)[16].
- For This We Oppose Mubarak. (1987). Cairo.
- Memories of a Revolution: Egypt 1952. (1995). Cairo: American University in Cairo Press.
- «Теперь я говорю» (мемуары).